# Parafia św. Mikołaja w Szemudzie
Parafia św. Mikołaja w Szemudzie – rzymskokatolicka parafia usytuowana w przy ulicy Wejherowskiej w Szemudzie i w gminie Szemud. Wchodzi w skład 
dekanatu Kielno w archidiecezji gdańskiej.

## Historia
Pierwsze wzmianki o parafii pochodzą z XIV wieku – przed rokiem 1370 przy drodze prowadzącej na cmentarz istniała kaplica.
Kościół pochodzi z XVIII wieku. Wewnątrz znajduje się barokowa kropielnica, a na ścianie zewnętrznej – epitafium gdańskiego patrycjusza Kacpra Uberfelda z przełomu XVI i XVII wieku.
- 1596 – kościół w Szemudzie przekazano (niektóre źródła podają 1454) proboszczowi z parafii w Kielnie;
- 1870 – ustanowiono w Szemudzie tzw. wikariusza lokalnego;
- 1908 – kościół w Szemudzie został erygowany jako samodzielna parafia[1].

## Proboszczowie
- 1908–1928: ks. Wincenty Tomaszewski
- 1945–1957: ks. Franciszek Borucki
  - administrator parafii
- 1957–1984: ks. Leon Armatowski
- 1984–2002: ks. kan. Zbigniew Kornacki
- 2002–2012: ks. kan. dr Ireneusz Baryła[2]
- od 19 II 2012: ks. dr hab. Robert Kaczorowski[3]